# 中洲控股
中洲投资控股股份有限公司，簡稱中洲控股（英語：CENTRALCON INVESTMENT HOLDING COMPANY LIMITED，深交所：000042），是中國內地的房地產開發商，於1984年在深圳成立，董事長及創辦人為黃光苗。中洲被評為上市房企發展速度5強及地產上市公司綜合實力50強， 亦是中國房地產百強企業和城市運營商品牌20強。中洲的主要業務包括房地產、酒店經營、商業管理、產業運營、物業管理、資本運作等。
2015年10月8日，中洲正式拓展房地產業務至香港市場，並向爪哇控股以11.2億元購入火炭坳背灣街1至11號項目，佔地約21.6萬平方呎，地積比率約4.6倍，總樓面面積約100萬平方呎，以35.8億元完成補地價。該項目現為商住綜合發展區，擬建4幢42層高住宅，住宅總樓面面積逾70萬平方呎，提供單位約1,300伙。此外設有食肆及商店樓面面積逾7萬平方呎，另有約9,000多平方呎樓面作幼稚園用途。

## 歷史[3]
- 1984年，深圳市工程開發公司正式成立，以長城大廈（深圳白沙嶺住宅區）為首個房地產發展項目。
- 1994年5月，深圳市工程開發公司在深圳證券交易所上市，股票簡稱深長城，主力發展房地產開發、建築施工、資產經營、物業管理四個產業。
- 2004年，於多個成城市發展房地產項目，包括深圳、惠州、東莞、成都、上海及大連等。
- 2014年3月，正式更名為深圳市中洲投資控股股份有限公司。
- 2016年，公司銷售額超過一百億元人民幣。

## 組織架構及附屬公司[4]

### 各城市公司
- 中洲控股（香港）
- 中洲控股（深圳）
- 中洲控股（上海）
- 中洲控股（廣州）
- 中洲控股（成都）
- 中洲控股（惠州）
- 中洲控股（青島）

### 其他公司
- 深圳市中洲酒店管理有限公司
- 深圳中洲聖廷苑酒店有限公司
- 深圳中洲萬豪酒店
- 深圳中洲物業管理有限公司
- 深圳市中洲聖廷苑物業管理有限公司
- 深圳市長城投資控股有限公司
- 深圳市中洲商置投資有限公司
- 深圳市中洲文化創意產業有限公司
- 深圳市中洲產城投資發展有限公司
- 深圳市盈燦工程有限公司
- 深圳市前海中保產業投資基金管理有限公司（參股）30%
- 深圳市長城物業集團股份有限公司（參股）19.4914%
- 深圳市建工（集團）股份有限公司（參股）15%

## 文化理念[5]
築有道 智無界為中洲控股所提出的品牌理念，從產品、經營及精神層面，體現專業築家、均衡發展及文化長青之道。

## 發展項目[6]
- 沙田火炭星凱·堤岸（包括保良局蕭漢森小學新校址預留用地）（香港）
- 銅鑼灣大坑道項目（香港）
- 深圳中洲大廈
- SSC中洲控股中心
- 中洲‧πmall
- 深圳筍崗物流中心
- 深圳中洲萬豪酒店
- 深圳聖廷苑酒店
- 深圳黃金台項目
- 中洲‧中央公園（深圳）
- 中洲灣
- 深圳城市廣場
- 中洲‧里程（上海）
- 中洲‧君廷（上海）
- 中洲‧瓏悅（上海）
- 中洲‧中央公園（成都）
- 中洲‧錦城湖岸（成都）
- 中洲‧中央城邦（成都）
- 中洲‧里程（成都）
- 中洲‧中央公園（惠州）
- 中洲‧天御（惠州）
- 中洲‧香悅山（大連）
- 中洲‧半島城邦（青島）

## 外部連結
- 中洲控股官方網站（页面存档备份，存于）
- 中洲集團官方網站（页面存档备份，存于）